# Nothofagaceae
Classification APG III (2009)
Famille
Les Nothofagaceae sont une famille de plantes dicotylédones qui comprend un unique genre, Nothofagus, comptant 35 espèces.
Le genre Nothofagus regroupe des espèces d'arbres à feuilles caduques ou persistantes, originaires des régions tropicales humides et de régions tempérées de l'hémisphère sud : Nouvelle-Guinée, Australie, Amérique du Sud, Nouvelle-Calédonie, Nouvelle-Zélande. Ces arbres sont proches des hêtres de l'hémisphère nord.

## Étymologie
Le nom vient du genre type Nothofagus qui dérive du grec ancien νόθος / nóthos, bâtard, et du latin fāgus, hêtre, le nom de genre signifiant « faux hêtre », en référence à la séparation de ce genre des hêtres de l'hémisphère nord, en 1850, par le  botaniste germano-hollandais Carl Ludwig Blume (1796-1862).

## Classification
La position du genre Nothofagus, créé en 1850 par le taxonomiste Carl Ludwig Blume, est encore discutée. Classiquement, ce genre est inclus dans les Fagaceae, mais la classification phylogénétique APG (1998), la classification phylogénétique APG II (2003) et la classification phylogénétique APG III (2009) acceptent cette famille.

## Liste des genres
Selon World Checklist of Selected Plant Families (WCSP) (31 mai 2010), Angiosperm Phylogeny Website (31 mai 2010) et NCBI (31 mai 2010) :
- genre Nothofagus Blume (1851)

## Liste des espèces
Selon World Checklist of Selected Plant Families (WCSP) (31 mai 2010) :
- genre Nothofagus Blume (1851)
  - Nothofagus aequilateralis (Baum.-Bod.) Steenis (1954)
  - Nothofagus alessandrii Espinosa (1928)
  - Nothofagus alpina (Poepp. & Endl.) Oerst. (1872)
  - Nothofagus antarctica (G.Forst.) Oerst. (1872)
  - Nothofagus × apiculata (Colenso) Cockayne (1910 publ. 1911)
  - Nothofagus × apiculata nothovar. apiculata
  - Nothofagus × apiculata nothovar. blairii (Kirk) Govaerts (1998)
  - Nothofagus × apiculata nothovar. dubia (Kirk) Cheeseman (1906)
  - Nothofagus balansae (Baill.) Steenis (1954)
  - Nothofagus baumanniae (Baum.-Bod.) Steenis (1954)
  - Nothofagus betuloides (Mirb.) Oerst. (1872)
  - Nothofagus brassii Steenis (1952)
  - Nothofagus carrii Steenis (1952)
  - Nothofagus codonandra (Baill.) Steenis (1954)
  - Nothofagus crenata Steenis (1952)
  - Nothofagus cunninghamii (Hook.) Oerst., Skr. Vidensk.-Selsk. Christiana (1873)
  - Nothofagus discoidea (Baum.-Bod.) Steenis (1954)
  - Nothofagus dombeyi (Mirb.) Oerst. (1872)
  - Nothofagus flaviramea Steenis, Nova Guinea, n.s. (1955)
  - Nothofagus fusca (Hook.f.) Oerst., Skr. Vidensk.-Selsk. Christiana (1873)
  - Nothofagus glauca (Phil.) Krasser (1896)
  - Nothofagus grandis Steenis (1952)
  - Nothofagus gunnii (Hook.f.) Oerst., Skr. Vidensk.-Selsk. Christiana (1873)
  - Nothofagus × leonii Espinosa (1926)
  - Nothofagus macrocarpa (A.DC.) F.M.Vázquez & R.A.Rodr. (1999)
  - Nothofagus menziesii (Hook.f.) Oerst., Skr. Vidensk.-Selsk. Christiana (1873)
  - Nothofagus moorei (F.Muell.) Krasser (1896)
  - Nothofagus nitida (Phil.) Krasser (1896)
  - Nothofagus nuda Steenis (1972)
  - Nothofagus obliqua (Mirb.) Oerst. (1872)
  - Nothofagus perryi Steenis (1952)
  - Nothofagus pseudoresinosa Steenis (1952)
  - Nothofagus pullei Steenis (1952)
  - Nothofagus pumilio (Poepp. & Endl.) Krasser (1896)
  - Nothofagus resinosa Steenis (1952)
  - Nothofagus rubra Steenis (1952)
  - Nothofagus rutila Ravenna (2000)
  - Nothofagus solandri (Hook.f.) Oerst., Skr. Vidensk.-Selsk. Christiana (1873)
  - Nothofagus starkenborghii Steenis (1952)
  - Nothofagus stylosa Steenis (1986)
  - Nothofagus womersleyi Steenis (1972)

Selon NCBI (31 mai 2010) :
- genre Nothofagus
  - Nothofagus aequilateralis
  - Nothofagus alessandri
  - Nothofagus antarctica
  - Nothofagus balansae
  - Nothofagus baumanniae
  - Nothofagus betuloides
  - Nothofagus brassii
  - Nothofagus carrii
  - Nothofagus codonandra
  - Nothofagus cunninghamii
  - Nothofagus discoidea
  - Nothofagus dombeyi
  - Nothofagus fusca
  - Nothofagus glauca
  - Nothofagus grandis
  - Nothofagus gunnii
  - Nothofagus menziesii
  - Nothofagus moorei
  - Nothofagus nervosa
  - Nothofagus nitida
  - Nothofagus obliqua
  - Nothofagus perryi
  - Nothofagus pumilio
  - Nothofagus resinosa
  - Nothofagus solandri
  - Nothofagus truncata
  - Nothofagus × alpina
  - Nothofagus sp. 5029rb
  - Nothofagus sp. 5029rd